# Campionat de Catalunya de futbol 1922-1923
La temporada 1922-23 del Campionat de Catalunya de futbol fou la vint-i-quatrena edició de la competició. Fou disputada la temporada 1922-23 pels principals clubs de futbol de Catalunya.

## Primera Categoria

### Classificació final
| Pos | Equip                  | PJ | PG | PE | PP | GF | GC | DG  | Pts | Classificació |
| --- | ---------------------- | -- | -- | -- | -- | -- | -- | --- | --- | ------------- |
| 1   | CE Europa (C)          | 10 | 8  | 1  | 1  | 27 | 10 | +17 | 17  | Campió        |
| 2   | FC Barcelona           | 10 | 8  | 1  | 1  | 24 | 9  | +15 | 17  |               |
| 3   | CE Sabadell            | 10 | 4  | 1  | 5  | 15 | 16 | −1  | 9   |               |
| 4   | RCD Espanyol           | 10 | 3  | 1  | 6  | 8  | 13 | −5  | 7   |               |
| 5   | UE Sants               | 10 | 3  | 0  | 7  | 14 | 24 | −10 | 6   |               |
| 6   | L'Avenç de l'Sport (R) | 10 | 2  | 0  | 8  | 9  | 25 | −16 | 4   | Promoció      |

Aquesta temporada va veure el primer títol de l'CE Europa, després de vèncer el Barcelona en el partit de desempat. La UE Sants agafà el lloc a la màxima categoria de l'Internacional. L'Avenç disputà la promoció amb el primer de Primera B. Durant la temporada s'inaugurà l'Estadi de Sarrià.
| CE Europa | 1 - 0 | FC Barcelona |
| --------- | ----- | ------------ |
| Alcázar   |       |              |

 Camp de Vista Alegre, Girona

### Resultats finals
- Campió de Catalunya: CE Europa
- Classificats per Campionat d'Espanya: CE Europa
- Descensos: L'Avenç de l'Sport
- Ascensos: FC Martinenc

## Segona Categoria
| Pos | Equip               | PJ | PG | PE | PP | GF | GC | DG  | Pts | Classificació |
| --- | ------------------- | -- | -- | -- | -- | -- | -- | --- | --- | ------------- |
| 1   | FC Martinenc (C, P) | 10 | 8  | 0  | 2  | 29 | 16 | +13 | 16  | Campió        |
| 2   | Terrassa FC         | 10 | 6  | 2  | 2  | 23 | 11 | +12 | 16  | (+2)          |
| 3   | CE Júpiter          | 10 | 5  | 1  | 4  | 22 | 14 | +8  | 11  |               |
| 4   | FC Badalona         | 10 | 5  | 0  | 5  | 28 | 22 | +6  | 10  |               |
| 5   | Atlètic de Sabadell | 10 | 1  | 2  | 7  | 8  | 30 | −22 | 4   |               |
| 6   | FC Espanya (O)      | 10 | 1  | 3  | 6  | 14 | 31 | −17 | 3   | Promoció (-2) |

El FC Martinenc guanyà el campionat de Primera B en el desempat davant el Terrassa després de dos partits de campionat. També fou campió d'Espanya de segona categoria en derrotar el CD Esperanza per 4 a 2 a Sant Sebastià.
| FC Martinenc | 0 - 0 | FC Terrassa |
| ------------ | ----- | ----------- |
|              |       |             |

 Camp de Les Corts, Barcelona
| FC Martinenc | 1 - 0 | FC Terrassa |
| ------------ | ----- | ----------- |
| Lakatos      |       |             |

 Camp de Les Corts, Barcelona
En els partits de promoció entre el darrer de Primera A i el campió de Primera B, el Martinenc derrotà l'Avenç, ascendint, per tant, a la màxima categoria i arrodonint així una gran una temporada del club.
| L'Avenç de l'Sport | 1 - 1 | FC Martinenc |
| ------------------ | ----- | ------------ |
| Molera             |       | Albadalejo   |

 Camp del CE Europa, Barcelona
| FC Martinenc | 1 - 0 | L'Avenç de l'Sport |
| ------------ | ----- | ------------------ |
| Costa        |       |                    |

 Camp de Les Corts, Barcelona

### Partit dels campions
Com a colofó de la temporada es disputà un partit entre els campions de Primera A i Primera B, Europa i Martinenc. El vencedor, l'Europa s'emportà la Copa Barcelona.
| CE Europa             | 3 - 1 | FC Martinenc |
| --------------------- | ----- | ------------ |
| Julià · Alegre · Cros |       | Vilar        |

 Camp de Les Corts, Barcelona

## Tercera Categoria
El campionat de tercera categoria (anomenat de Segona Categoria) es disputà, com els anys anteriors, dividit en grups segons criteris regionals:
A la demarcació de Barcelona:
- Grup A: Andreuenc, Barceloní, Provençalenc, Sant Martí, Atlètic Sant Martí, Stadium, Olímpic, Agrupació Ferroviària, Unió Atlètica d'Horta
- Grup B: Catalunya de Les Corts, Núria, Cortsenc, Atlètic Turó, Artesà, Júnior, Canigó, Agrupació Catalana
- Grup C: Avant Fortpienc, Poble Nou, Gladiator, Celtic Verdaguer, Gomis, Barceloneta, Barcino, Àguila
- Grup D: Güell, Hospitalenc, Cables Eléctricos, Santboià, Viladecans, Federació Obrera, Eularienc, Foment Molins de Rei, Santfeliuenc
- Grup E: Joventut Nacionalista, Martorell Progrés, Catalunya de Martorell, Ateneu Igualadí, Noia, Bandera Negra, Catalonia, Esparraguera
- Grup F: Rubí, Castellarenc, Espanya de Sabadell, Catalunya de Terrassa, CE Manresa, Català FC
- Grup G: Caldes, Santa Perpètua, EC Granollers, Mollet, Esbarjo Marià Ausà
- Grup H: Catalunya de Badalona, Masnou, Llevant, Artiguenc, Tiana, Montgat
- Grup I: Esbart Popular de Vilassar, Canet, Vilassar FC, Calella, Iluro de Mataró, Premianenc, CD Mataró

A la demarcació de Girona:
- Grup A: UD Girona, UE Figueres, Port-Bou FC, AD Sant Feliu de Guïxols, Blanes FC, Palafrugell FC
- Grup B: Emporum de Figueres, GEiEG, Farners Deportiu, Ràpit de Banyoles, Olot FC, Banyoles FC, FC L'Escala

A la demarcació de Tarragona:
- Atlètic Vallenc, Gimnàstic de Tarragona, FC Tarragona, Ateneu de Tortosa, Sitgetà, FC Vilafranca, Reus Deportiu, Ibèric de Tortosa, Valls Deportiu, Arboç FC

A la demarcació de Lleida:
- FC Joventut, CD Tàrrega, CD Cervera, FC Borges, FC Balaguer, CD Lleidatà, SC Mollerussa, FC Miralcamp, GB Bellvís

A la demarcació de Barcelona en foren els campions els clubs Andreuenc, Athletic Turó, Ateneu Igualadí, Iluro de Mataró, CE Manresa, EC Granollers, Celtic Verdager, Hospitalenc, Santfeliuenc i Catalunya FC de Badalona, que s'enfrontaren en una lligueta on l'Iluro SC es proclamà campió.
A final de temporada es disputà el campionat de Catalunya de tercera categoria entre els campions de Barcelona, Tarragona, Lleida i Girona. A semifinals el Reus Deportiu eliminà el Tàrrega FC i l'Iluro SC de Mataró a la Unió Sportiva de Figueres. A la final s'enfrontaren Reus i Iluro:
| Reus Deportiu | 1 - 0 | Iluro SC |
| ------------- | ----- | -------- |
|               |       |          |

 Camp d'Esports, Lleida
El Reus Deportiu es proclamà campió de Catalunya de tercera categoria.
Al final de la temporada l'Espanya FC canvià el seu nom adoptant el de Gràcia SC. El mes de setembre el Gràcia s'enfrontà amb l'Iluro en la promoció per la darrera plaça a Primera B:
| Gràcia SC       | 2 - 1 | Iluro SC |
| --------------- | ----- | -------- |
| Peidró · Peidró |       | Canet    |

 Camp del CE Júpiter, Barcelona
| Gràcia SC       | 2 - 1 | Iluro SC |
| --------------- | ----- | -------- |
| Peidró · Dalmau |       | Canet    |

 Camp del CE Júpiter, Barcelona
El Gràcia aconseguí romandre a la categoria.